# Rhétorique procédurale
 (mai 2023).
La rhétorique procédurale est un concept décrivant l’utilisation d’arguments persuasifs au travers d’un système. Système désigne ici l’ensemble des règles, mécaniques et comportement qui régissent le fonctionnement d’un jeu.
La rhétorique de manière générale est l’art du discours dans lequel un auteur ou un orateur cherche à informer, à persuader ou à motiver un public dans une situation spécifique. La rhétorique procédurale est donc l’usage des systèmes spécifiques au jeu pour transmettre une idée.
En rhétorique procédurale, les arguments utilisés ne sont pas développés au travers d’images ou de mots mais grâce aux règles, aux comportements systémiques et à la construction de modèles dynamiques incorporés et créés par l’auteur. La première utilisation du terme est effectuée par Ian Bogost en 2007 dans « Persuasive Games: The Expressive Power of Video games »

## Une nouvelle rhétorique
Bogost empreinte la définition de procédurale a Janet Murray « qui définit une habileté à exécuter une série de règles ». Procédurale signifie ici “qui relève des systèmes”, en effet, l’auteur d’un jeu vidéo va mettre au point un ensemble de règles, un système, qui régit le fonctionnement du monde du jeu et la manière dont il réagit aux actions du joueur. Ainsi, la rhétorique procédurale consiste à transmettre des idées via ce système, par les actions que celui-ci récompense ou non.

## Rhétorique dans le jeu vidéo
La rhétorique procédurale se focalise notamment sur la manière dont les créateurs de jeux vidéo créent des systèmes de règles et de lois pour véhiculer une idéologie particulière. Une utilisation de la rhétorique procédurale est de mettre au jour et d’expliquer les manière de penser implicite qui guide des comportements sociaux, politiques ou culturels.
James P. Gee, Professeur à l’Université du Wisconsin — Madison, dans son ouvrage “Why Video Games are Good for Your Soul: Pleasure and Learning”, souligne l’importance de la place des jeux vidéo dans l'apprentissage. Gee décrit les décrit comme : “des mondes dans lesquels ses variables interagissent au travers du temps”. Les créateurs de jeux vidéo basent la création de leurs jeux sur des systèmes de règles et processus que les joueurs doivent suivre afin d’arriver à la fin du jeu. Le joueur doit donc comprendre les règles de ce monde virtuel et apprendre ce qui est possible et impossible afin de résoudre des problèmes et progresser dans le jeu. La nécessité de devoir apprendre et suivre les règles et les processus du jeu sont la base de la rhétorique procédurale.
Au travers du système de règles d’une simulation, les créateurs ont la possibilité de présenter une vision du monde aux joueurs qui suivent les procédures de ce jeu. De plus, les systèmes d’un jeu vidéo induisent et encouragent certains comportements de la part du joueur, en récompensant certaines actions et en en punissant d’autres. En effet, les jeux vidéo ont recours à un large éventail de récompenses, allant d’effets visuels et sonores gratifiants, aux monnaies intra-diégétiques et autres pièces d’équipement en passant par des chiffres toujours plus grands, dans le but de garder le joueur intéressé, de le faire continuer à jouer, et surtout de lui expliquer ce qu’il doit faire pour avancer dans le jeu. Ce sont autant d’outils à la disposition du designer pour induire des comportements chez le joueur, ce qui permet en rhétorique procédurale d’exposer une idée au public non seulement en lui montrant mais en lui faisant y prendre part.
Là où les formes traditionnelles de rhétorique se concentrent généralement sur le discours pour transmettre une idée, la rhétorique procédurale utilise les règles d’un monde, le système, les processus du jeu et ce qu’ils poussent à faire pour exposer un point de vue aux joueurs.

## La rhétorique procédurale dans d’autres domaines
Certains éléments de la rhétorique procédurale peuvent aussi être trouvés en dehors du domaine du jeu. Ian Bogost fait référence aux processus bureaucratiques. Il prend l’exemple des démarches bancaires, dans lesquelles les actions possibles pour les clients sont limitées et dirigées par les procédures et les règles construites autour du système bancaire comme le taux d'intérêt, les crédits, les frais et les transferts d’argent. Ce système motive les clients à faire certaines actions très spécifiques comme économiser pour augmenter son intérêt ou dépenser pour améliorer son crédit, par exemple.
Lucille A. Jewel, Directrice de rédaction juridique à l’Université de Tennessee College of Law, théorise l’utilisation de rhétorique procédurale dans une salle d’audience dans son article, "The Bramble Bush of Forking Paths: Digital Narrative". Selon Jewel, les jeux et autres médias interactifs pourraient être utilisés dans le but d’expliquer des concepts légaux complexes à des jurés, remplaçant le rôle des vidéos ou autres médias utilisés aujourd’hui. Cela est dû au fait que les médias interactifs qui utilisent la rhétorique procédurale peuvent mieux illustrer les complexités d’une loi au cas par cas qu’un média non-interactif.

## Concepts voisins
Dans cette partie nous allons nous intéresser à la rhétorique de simulation et à la rhétorique processuelle, ainsi que les définir et les resituer par rapport à la rhétorique procédurale.  

### Rhétorique de simulation
La rhétorique procédurale et la rhétorique de simulation, termes établis par Ian Bogost et Gonzalo Frasca respectivement, devraient être considérés comme synonymes bien qu’ils soient décrits de manière différente. Bogost définit la rhétorique procédurale par opposition aux théories de la rhétorique orale, écrite ou visuelle, là où Frasca établit la rhétorique de simulation en comparaison avec la littérature et le théâtre comme forme de narration représentative. Il explique, “Il est commun de distinguer la littérature et le théâtre parce que le premier est une forme du passé, de ce qui ne peut être changé, alors que le second se déroule lors de l’instant présent. Pour pousser l’analogie plus loin, la simulation est la forme du futur. Elle ne porte pas sur ce qui est arrivé ou ce qui est en train d’arriver, mais sur ce qui pourrait arriver. Contrairement à la littérature et au théâtre, son essence repose une supposition simple : le changement est possible.” Malgré ces différences de description, la manière dont ils parlent de leurs concepts est presque identique.

### Rhétorique processuelle
La rhétorique processuelle en revanche désigne un concept voisin mais distinct. Dans leur article “Dire, faire et être par les jeux vidéo”, Maude Bonenfant (Ph.D. Département de communication sociale et publique. Université du Québec à Montréal) et Dominic Arsenault (Ph.D. Département d’histoire de l’art et d’études cinématographiques, Section Cinéma et jeu vidéo. Université de Montréal) résument la différence entre les deux en disant que la rhétorique procédurale “fait faire” des actions au joueur alors que la rhétorique processuelle le “fait être”. Si la rhétorique procédurale est basée sur les comportements, la rhétorique processuelle se concentre sur l’identité. La première pousse le joueur à effectuer des actions alors que cette dernière lui fait adopter une manière d’être.
La majeur différence entre les deux est l’adhésion, dans le cadre de la rhétorique procédurale, le joueur peut tout à fait effectuer les actions encouragées par le système sans adhérer aux valeurs, aux idées qui y sont associées, il s’agit avant tout de jouer de manière optimale, de faire ce qui permet d’avancer dans le jeu sans nécessairement se poser des questions de morale ou d’idéologie. Par exemple, en jouant à un shooter compétitif, on tente d’éliminer ses adversaires car c’est que le système demande, valorise et rend gratifiant, pas parce qu’on pense que c’est la bonne chose à faire. En rhétorique procédurale, le système peut véhiculer des idées, mais cela demande généralement une prise de recul de la part du joueur, il a besoin d’analyser ce que le système valorise et ce que ceci implique, au lieu de simplement le subir.
La rhétorique processuelle en revanche demande une adhésion aux idées, elle demande au moins dans une certaine mesure, de penser que ce que l’on fait est "la bonne" chose à faire. Un bon exemple de rhétorique processuelle est le choix moral dans le jeu vidéo, le choix entre plusieurs options de dialogue ou le choix du devenir d’un personnage non joueur. En effet, dans ce genre de situation, le système s’adresse directement au joueur et non à l’avatar, lui demande de s’impliquer personnellement et de réfléchir à la question qui lui est posée en interrogeant son système de valeurs. De plus, le fruit de cette réflexion pourrait changer la manière dont il, en tant que personne, évaluera des questions éthiques et morales par la suite.